# Jean-Baptiste Dédéban
Jean-Baptiste Dédéban ou Desdéban, né à Paris en 1781 et mort dans le 10e arrondissement de Paris le 24 septembre 1864, est un architecte et dessinateur français. Il est lauréat du premier grand prix de Rome en 1806.

## Biographie
Né en 1781, il entre dès septembre 1794 au sein de l'atelier d'Antoine Vaudoyer qui devient par la suite un des ateliers de l'école des Beaux-arts de Paris. Il participe dès 1800 au grand prix d'architecture, futur prix de Rome. Il obtient le premier grand prix le 24 septembre 1806 avec pour sujet Un Palais pour le Chef-lieu de la Légion d'honneur. Il devient ainsi pensionnaire à l'Académie de France à Rome (Villa Médicis) à partir du 1er janvier 1807. 
Ses envois de Rome concernent l'arc de Septime Sévère en 1808 et 1809, un autel antique dans la Villa Borghese, encore en 1809, puis le Temple de Vénus et de Rome. Cependant, le directeur de l'académie indique que l'artiste n'est pas en mesure d'achever son étude, en raison d'une maladie. Jean-Auguste-Dominique Ingres, pensionnaire au même moment que lui, réalise son portrait, actuellement conservé au musée des beaux-arts et d'archéologie de Besançon. Il quitte Rome, malade, sans avoir achevé son dernier envoi, le 7 juillet 1810, pour cause de démence. Alors qu'il est au travail chez Lucien Bonaparte dans la campagne romaine, il est « frappé d'aliénation mentale » et contraint d'être rapatrié à Paris en compagnie d'un gendarme
De retour en France, rétabli, il est nommé architecte des Bâtiments civils. Il propose de nombreux projets dont les plans sont encore conservés mais semble n'en réaliser aucun. Il se penche ainsi sur le projet de Réunion du Louvre et des Tuileries, l'arc de triomphe de l'Étoile, la Madeleine, la place de la Concorde, le tombeau de Napoléon, les Halles centrales. Aucun de ces projets ne semble avoir été réalisé mais il les expose régulièrement lors de plusieurs salons entre 1814 et 1846. Son cabinet est installé dans le 6e arrondissement de Paris entre 1837 et 1846 et dans le 16e entre 1861 et 1864. Il participe encore au concours de l'opéra de Paris en 1861. Il meurt le 24 septembre 1864 dans sa résidence du 200, rue du Faubourg-Saint-Honoré. 

## Œuvres dans les collections publiques
- Projet de réunification du Louvre aux Tuileries, dessin à l'encre brune, Musée du Louvre, RF 52606, Recto[4]
- Projet d'éclairage de la Bourse de Paris par deux candélabres à la girafe en 1829, dessin à l'encre et lavis, musée Carnavalet, D.494[5]
- Galerie d'architecture projetée pour la villa Médicis, 1809, Musée des beaux-arts et d'archéologie de Besançon, D.570[6]